# اینطوری نمی‌شه
«اینطوری نمی‌شه» (انگلیسی: That's Not How This Works) ترانه‌ای از خواننده و ترانه‌پرداز آمریکایی، چارلی پوث با همکاری گروه موسیقی دونفرهٔ کانتری پاپ آمریکایی، دن + شی است. این ترانه در ۳۱ مارس ۲۰۲۳ به عنوان یک تک‌آهنگ توسط آتلانتیک رکوردز منتشر شد. تهیه‌کنندگی ترانه بر عهدهٔ پوث و دن سمایرز از دن + شی بوده است و متن ترانه توسط این دو نفر به همراه جردن رینولدز نوشته شده است. این دومین باری است که دن + شی در یک ترانه همکاری می‌کنند (پیش از این در «بگو» از ری‌لین نیز حضور داشتند). نسخهٔ دوئت این ترانه که خواننده آمریکایی سابرینا کارپنتر در آن حضور دارد و در موزیک ویدئوی رسمی آن بازی می‌کند، در ۱۴ آوریل ۲۰۲۳ منتشر شد.